# Joércio Gonçalves Pereira
Joércio Gonçalves Pereira CSsR (* 3. September 1953 in Virgínia, Minas Gerais, Brasilien) ist ein brasilianischer Ordensgeistlicher und emeritierter Prälat der Territorialprälatur Coari.

## Leben
Gonçalves trat in den Orden der Redemptoristen ein und legte am 31. Juli 1982 die Profess ab. Am 26. Februar 1983 empfing er das Sakrament der Priesterweihe. Später leitete er das Nationale Seminar Nossa Senhora Aparecida (Unsere liebe Frau von Aparecida) im Erzbistum Aparecida.
Am 30. November 2005 ernannte ihn Papst Benedikt XVI. zum Koadjutorprälat der Territorialprälatur Coari Die Bischofsweihe empfing Gonçalves am 25. Februar 2006 durch den emeritierten Erzbischof von Aparecida, Aloísio Kardinal Lorscheider OFM; Mitkonsekratoren waren der Erzbischof von Aparecida, Raymundo Damasceno Assis sowie der Prälat von Coari, Gutemberg Freire Régis CSsR. Als Wahlspruch wählte er EU VOS ESCOLHI.
Mit dem altersbedingten Rücktritt von Gutemberg Freire Régis am 28. Februar 2007 wurde Joércio Gonçalves Pereira dessen Nachfolger im Amt des Prälaten von Coari. Am 22. Juli 2009 trat Joércio Gonçalves Pereira vom Amt des Prälaten der Territorialprälatur Coari zurück.